# 牧野百花
牧野 百花（まきの ももか、1992年3月18日 -）は、日本の女性声優、歌手、モデル、ダーツプレイヤー。
宮城県仙台市出身。血液型はA型。身長158cm。
ライブ活動は「咲桜 百花（さきざくら ももか）」の名義で行っている。

## 人物
「新世紀エヴァンゲリオン」の綾波レイを演じる林原めぐみに憧れて声優を志す。代々木アニメーション学院仙台校の声優タレントコースを卒業後、株式会社ラムズの声優養成所「RAMS Professional Education（略称：RPE）」に入所。2013年6月のラムズの自己破産後はスペルバウンド預かりとなり、フリーの期間を経た後は2019年から2020年にかけてTRY-m-COMPANYに所属し、それ以降はフリー。
趣味は麻雀、筋トレ、野球観戦、お酒、ウクレレなど。声優活動やライブ活動の傍ら、秋葉原のノーレート禁煙雀荘「MJPS（まじぴそ）あきば」（店長は声優の加瀬愛奈）やダーツショップ兼ダーツバー「crossdesignEXE」で働いていた。仙台出身であることから東北楽天ゴールデンイーグルスの応援をしており、特に鉄平選手のファン。
ピンク色の髪がトレードマークだったが、2023年9月にピンク交じりの茶髪となった。自身のファンを「ピンク戦士」と呼称しており、初出は2015年10月25日に開催された活動三周年記念ライブ「いっぱい歌えばよかろうざえもん！　～集えピンク戦士達～」のライブタイトル。ピンク色が定着する前は髪の色を頻繁に変えていて（茶、金、紫など）、最初に金髪に染めた際には三神千代丸（後述）に「相方が不良になった」と称された。
ブログやTwitterの他、不定期で動画日記やライブ動画の更新、およびSHOWROOMやTwitCasting、MixChannelの配信を行っている。
“デブあるあるネタ”の替え歌で有名なYoutuberのたすくこま氏は高校の同級生。当時からよくカラオケで遊んでいた仲で、歌で彼を超えることが目標であると言う。今でも帰省すると時折一緒に遊んでおり、仙台のダーツバーのイベントでコラボ・共演したこともある。たすくこま氏は「髪の毛が真っピンクで、ちょっと一緒に歩いてると恥ずかしい」「牧野百花の影響で家にダーツ台を購入したが、部屋が狭くて距離が足らなかった」などと語っている。

### 歌手・アイドルとして
2012年10月より、ラムズ預かりのメンバー4人で構成された「al dente」でライブ活動を開始。「al dente」としてのライブは2回のみであったが、共にメンバーであった三神千代丸と「ももちよまる。」を結成し、アニメやゲームの曲のカバーを中心にライブ活動を精力的に行った。2014年になると三神千代丸が他の仕事の都合等によりライブを欠席することが増え、1人で「ももちよまる。」として出演する機会や単独名義で出演する機会が増えていった。
2015年3月18日に開催された自身の主催ライブにて「ももちよまる。」の解散とソロ活動の継続、およびオリジナル曲の制作を発表。2015年10月25日に開催された3周年記念ライブにてオリジナル曲の初披露とCDの発売、およびライブ活動を「咲桜百花」の名義にて行っていくことの発表が行われた。
2016年の3月から5月の間、巫女パフォーマンスユニット「mikoz」にダンスメンバー『もも』として参加していた。
2017年2月26日より“超個性派アイドルユニット”「のーぷらん。」のメンバーとしての活動を開始。ただし、ソロ活動はその後も継続している。
2017年3月31日発売のPCゲーム「こいのす☆イチャコライズ」にてEDを担当し美少女ゲームソングデビュー。
2018年2月26日より同じPERFECT所属のダーツプロである井上未来とツインボーカルでバンド「Super Tyrannozaurus」の活動を開始。
ダンスを得意としており、「Animelo Summer Live 2013 -FLAG NINE-」にはfripSideのバックダンサーとして参加している。また、2015年2月7日に開催されたワイスプロダクション主催の第11回「LOCK ON アニソンコンテスト」では榊原ゆいの「片翼のイカロス」を歌い、月間チャンピオンとなった。この優勝が自分の歌への自信につながったとライブ等で語っている。

#### 名前
デビュー時より本名の「牧野百花」にて活動を行っていたが、ダーツプレイヤーとしての自分と歌を歌う自分を両立するために、歌手としての活動は「咲桜百花」で行っていく旨を前述の通り2015年10月25日の活動三周年記念ライブにて発表した。「咲桜」の読み方は「さきざくら」だが、元々は「さきさくら」の予定であり、本人もそのようにライブのステージで発表していた。しかし同日ライブ後の物販より発売となったオリジナルCDに製作のミスで「さきざくら」とクレジットされてしまっていたため、「こっちのほうが発音しやすいし」とそのまま採用することになった。

#### お祭り仮面
仮面（狐面）を被ってライブを行う際のキャラクター。オリジナル曲も作成されており、自身の生誕ライブにゲスト扱いで出演したこともある。中の人は秘密という扱いになっているが、あまり厳密には隠されていない。
- 初登場は2017年1月4日に開催されたライブ「秘密の桃園～HAPPY NEW YEAR!」[13]。
- 使用している仮面は2017年の初詣にて購入されたもの[14]。
- 他の演者が「助けて！お祭り仮面！」と助けを呼ぶことでステージに登場する。
- 間奏で飲酒をする。クライナーや日本酒が多く、観客に配ることもある。
- 「のーぷらん。」の主催ライブでは仮面を被った他のメンバーが「○○仮面」となって共演することもある。
- 語尾は「～でござる」。

### ダーツプレイヤーとして
2015年にPERFECTが開催するプロテストに合格し、プロのダーツプレイヤーとなった。ツアー初参戦は同年の開幕戦。ホームショップは「FreeDom62」。
ライブ活動を行いながらプロツアーに参戦していることから、異色な経歴を持つダーツプレヤーとして紹介されたことがある。
2017年11月4日・5日の2日間、ダーツライブ主催の「DARTSLIVE OPEN 2017 CHIBA」のDARTSLIVEブースにて開催された初の麻雀LIVEを使用したトーナメント大会に、PERFECT所属のプロながらゲスト（インストラクター）として参加している。その際にダーツライブで毎年選出されているライブクイーンになぞらえて自身を「麻雀ライブクイーン」と称していた。
2017年12月9日、幕張メッセにて開催された2017年PERFECT最終戦にて初の3位入賞を果たした。また、当日の会場にてhyper electraより初の本人モデルとなるバレルが発売された。
2018年1月25日、hyper electraより「牧野百花 Fit Flight」が発売された。よかろうざえもん（後述）がデザインされている。
2022年10月29日、石垣島にて開催された2022年PERFECT第18戦にて初優勝を果たした。
2024年8月8日～8月29日に実施されたフェニックスダーツ契約プロダーツ選手28名を対象とした「推しプレイヤー総選挙」で1位となった。

#### 戦歴
各トーナメントの順位はベスト8以上を記載。

#### モデルバレル・フライト
- バレル
  - hyper electra「chemical 〜ケミカル〜」［44.0mm/7.2mm/17.0g］
  - hyper electra「Salamander 〜サラマンダー〜」［45.0mm/7.5mm/19.0g］
  - hyper electra「CHEMICAL CHAPTER2 〜 ケミカル 2〜」［44.0mm/7.2mm/17.0g］
  - hyper electra「Salamander Plus 〜サラマンダー プラス〜」［45.0mm/7.5mm/19.0g］
  - hyper electra「Salamander SEVEN colors 〜サラマンダー セブンカラーズ〜」［45.0mm/7.5mm/19.0g］
  - hyper electra「CHEMICAL CHAPTER2 SEVEN colors 〜 ケミカル チャプター2 セブンカラーズ〜」［44.0mm/7.2mm/17.0g］
  - hyper electra「HOLIC 〜ホリック〜」［46.0mm/7.25mm/18.5g］
- フライト
  - hyper electra「牧野百花 Fit Flight」
  - hyper electra「牧野百花 Fit Flight Type2」
  - hyper electra「牧野百花 Fit Flight Type3」
  - hyper electra「牧野百花 Fit Flight 筒子フライト」
  - hyper electra「牧野百花 Fit Flight 『賽の目』」

### オリジナルキャラクター
自身で考案・デザインしたオリジナルキャラクターに「よかろうざえもん」がいる。道着に袴を着用しており、髪型は月代を剃っていないが総髪ではなく、前髪を2つに分けて長い後ろ髪をポニーテールのように結んでいる。髪がピンク色であることから自画像だと思われがちだが「よかろうざえもん」は性別不明の妖怪という設定である。元々は雀荘勤務時代に考案されたキャラクターであり「ももちよまる。」の公式キャラクターとして扱われていた。Tシャツやリストバンドなどのグッズや、ダーツのユニフォームやフライトなどで広く活用されている。キャッチフレーズは「明日から頑張れば よかろうざえもん」。ライバルに「わるかろうざえもん」がいて、こちらもグッズやイベント用ユニフォームに使用されている。

## 出演作品

### アニメ
- 天保水滸伝NEO（2013年、東庄子）

### ゲーム
- アイコレ　(2012年)
- しんぐんデストロ〜イ!（2014年、海野彩〈初代〉）

## 活動

### ライブ
| 公演日         | 公演名                                                                                 | 会場                       | ゲスト |
| -------------- | -------------------------------------------------------------------------------------- | -------------------------- | --- |
| 2013年02月11日 | ももちよ初ワンマンライブ 「腹がへったの！ライブするの！～百千代建国記念日～」          | 六本木BeeHive              | 福山沙織、Mundi Renovatio、保科めぐみ（声のみ）                                                                  |
| 2013年10月20日 | 「ももちよまるワンマンライブ！ ももちよ1ねんせい！いちねんまるっとありがとう！」       | 六本木BeeHive              | － |
| 2014年10月13日 | 「ももちよまる2周年ワンマン －ももちよはひとりじゃない！－」                           | 六本木BeeHive              | 保科めぐみ、東城咲耶子                                                                                           |
| 2015年03月18日 | 牧野百花 presents／Live2015 「百花繚乱もも祭り～咲かせてみせよう 百の花～」            | 六本木BeeHive              | 竹下礼奈、前原未晴、齋藤翔子、東城咲耶子、松本涼                                                                 |
| 2015年10月25日 | 牧野百花活動三周年記念ライブ 「いっぱい歌えばよかろうざえもん！ ～集えピンク戦士達～」 | 六本木BeeHive              | 竹下礼奈、いまいわかこ、松本涼                                                                                   |
| 2016年10月16日 | 咲桜百花、松本涼ツーマンライブ ～ピンク戦士VSあざかわ軍団～                            | 渋谷RUIDO K2               | － |
| 2017年03月21日 | 咲桜百花バースデーライブ 「これでも一応大人です！～ピンクですけど。～」                | 中野坂上S.U.B TOKYO        | 桃園桃、東城咲耶子                                                                                               |
| 2018年03月10日 | 咲桜百花生誕ライブ 〜それでよかろう。〜                                                | 東高円寺ロサンゼルスクラブ | − |
| 2019年03月24日 | 咲桜百花生誕ライブ 〜ひょうひょうとやります〜                                          | 渋谷 aube shibuya          | のーぷらん。、Super Tyrannozaurus、お祭り仮面                                                                    |
| 2020年03月20日 | 咲桜百花生誕ライブ 〜全員優勝〜                                                        | 大塚 Hearts+               | のーぷらん。 |
| 2021年03月21日 | のーぷらん。咲桜百花 生誕祭 2021                                                       | 五反田 GOTANDA G5          | お祭り仮面、のーぷらん。、ぽてんしゃる。                                                                         |
| 2022年03月18日 | のーぷらん。咲桜百花 生誕祭 2022                                                       | 五反田 GOTANDA G5          | お祭り仮面、のーぷらん。                                                                                         |
| 2023年03月18日 | 咲桜百花生誕ライブ 〜10周回ってこんな感じ〜                                            | 五反田 GOTANDA G2          | お祭り仮面、制服純愛委員会、ほしのゆき、a-plan。、も○○よまる。、TwO、のーぷらん。                                |
| 2024年03月16日 | 咲桜百花 生誕祭 2024ライブ                                                             | 五反田 GOTANDA G4          | 制服純愛委員会、ほしのゆき、a-plan。、のーぷらん。、楠梨奈、白のエレガンシー、no concept、ATLEPY、天空のシラバス |
| 2025年03月23日 | 咲桜百花 生誕祭 2025                                                                   | 五反田 GOTANDA G7          | お祭り仮面、のーぷらん。                                                                                         |

- その他多数。2016年1月5日に出演したライブが通算200回目のライブであったとのこと[18]。

### ラジオ
- エフエム仙台「万代プレゼンツくるくるマーケット」2011年6月26日～2012年3月25日
- エフエム浦安「保科めぐみのHeartがほっしーな☆」2012年12月21日（ゲスト出演）
- 文化放送「小野恵令奈 ふぉん・で・りんく」2013年10月16日（ももちよまる。としてCM出演）
- 調布FM「早くギターを出しなさい！」2019年4月20日、2019年4月27日（ゲスト出演）
- 市川うららFM「「HAPPY HOUR」～多趣味の時間～」2022年5月14日～2022年12月8日（以降はRadiotalkによる配信に移行）
- 渋谷クロスFM「おーたPの部屋」2023年5月18日、2025年1月30日（ゲスト出演）

### ストリーミング放送等
- アキバ系BBチャンネル「メグ伯爵と秘密の庭」2012年6月18日（ゲスト出演）
- アキバ系BBチャンネル「情報アキハバラエティ はばラヂ」2013年11月28日（ももちよまる。としてゲスト出演）
- WALLOP放送局「発進！アイドルあにそん本舗」2013年1月13日、2月17日、3月17日、3月24日、6月9日（ももちよまる。としてゲスト出演）
- WALLOP放送局「エレÅボンの、電波deヴィジュっと！」2013年9月14日（ももちよまる。としてゲスト出演）
- 「第一回！萌えネット通販・二次元ショッピング！～就活応援すぺしゃる！美少女ゲーム覆面座談会～」2013年12月21日（La'cryma&キャラコンパレットのコーナーに出演）
- 「Anomalocaris」#038 2017年1月10日（ゲスト出演）
- 「名作を「聴こう」～朗読チャンネル～」
  - 2017年6月2日 泉鏡花「外科室」
  - 2017年8月15日 宮沢賢治「猫の事務所」
- 「Fystaチャンネル」2017年7月10日～2017年8月31日（全8回）
- 「Quizbiz-THE賞金王」2018年3月17日（司会）
- プレジャーTV「パチンコ実践　かわいいアイドル兼ダーツプロに初めてパチンコを打たせてみた・・・その結果！？【プレジャーTV】はじめてのパチンコ#1【牧野百花編】」2018年7月13日
- BEATVISION「【特別編】牧野百花のCUESHEET by FRESH LIVE」2018年10月13日
- ダーツチャンネルT-B.TV「【第174回】ダーツチャンネル『T-B.TV』桃髪様降臨！ ゲスト：牧野 百花プロ」2018年11月21日
- ダーツライブ「11.1 ダーツの日 -制定記念スペシャルライブ-」2020年11月1日
- なぎスケ!シーズン2
  - 「#12『新企画シリーズ！なぎスケvs女子プロ！』」2021年2月4日（森田真結子プロ、稲垣亜衣プロとゲスト出演）
  - 「#13『ダーツの女子プロとなぎスケ流真剣勝負！』」2021年2月11日（同上）
- 「株式投資でちょいと役立つラジオ」「【プロコラボ#4】プロダーツプレイヤー「牧野百花」選手」2021年11月30日
- 「視聴者超参加型バラエティ 推しに願いを」2021年11月30日
- ダーツチャンネルT-B.TV「【第354回】ダーツチャンネル『T-B.TV』約4年ぶり!!桃神様降臨!!　ゲスト：牧野百花プロ」2022年9月1日
- PHOENIXDARTS JP「エクストラROUND - フェニックスダーツオフィシャルプレイヤー」2022年11月25日～
- Radiotalk「「HAPPY HOUR」～多趣味の時間～」2023年1月12日～2024年3月17日

## ユニット・バンド活動
- 「al dente」活動時期：2012年10月2日～2012年10月9日
- 「ももちよまる。」活動時期：2012年11月4日～2015年3月18日
- 「mikoz」活動時期：2016年3月5日～2016年5月29日
- 「のーぷらん。」活動時期：2017年2月26日～
- 「Super Tyrannozaurus」活動時期：2018年2月26日～（活動休止）

## ディスコグラフィ

### ソロ活動
| 発売日                            | 作品名                          | 曲                          | 作詞           | 作曲         | 編曲         |
| --------------------------------- | ------------------------------- | --------------------------- | -------------- | ------------ | ------------ |
| 2015年10月25日                    | Child Kick Heart                | Child Kick Heart            | 咲桜百花       | KATAYAN      | KATAYAN      |
| 2015年10月25日                    | 百歌繚乱                        | 百歌繚乱                    | 咲桜百花       | COZY AMAMIYA | COZY AMAMIYA |
| 2019年03月24日                    | 咲桜百花27歳に なってしまったCD | 桃色 brand new day          | MITSU          | MITSU        | -            |
| 2019年03月24日                    | 咲桜百花27歳に なってしまったCD | 参上!お祭り仮面             | 咲桜百花,GENKI | MITSU        | -            |
| 2019年12月18日 (「牧野百花」名義) | ひとりきりのMerry Christmas     | ひとりきりのMerry Christmas | 水城貴志       | 水城貴志     | -            |
| 2019年12月18日 (「牧野百花」名義) | この空の下で                    | この空の下で                | 水城貴志       | 水城貴志     | -            |
| 2020年12月25日                    | コンティニュー                  | コンティニュー              | 咲桜百花       | MITSU        | -            |
| 2020年12月25日                    | 海辺の思い出                    | 海辺の思い出                | MITSU          | MITSU        | -            |
| 2022年5月3日                      | 厭世観                          | 厭世観                      | 宮原まお       | 宮原まお     | 宮原まお     |

#### コンピレーションCD
| 発売日         | 作品名                                        | 曲                           | 作詞                         | 作曲                              | 編曲                          |
| -------------- | --------------------------------------------- | ---------------------------- | ---------------------------- | --------------------------------- | ----------------------------- |
| 2013年04月29日 | CSP Spring Selection                          | One Way!! two                | tororo                       | 諏訪貴之(from No Life Negotiator) | Corey & Carter                |
| 2013年04月29日 | CSP Spring Selection                          | magical groove               | 桜川ひめこ                   | MASA(from No Life Negotiator)     | MASA(from No Life Negotiator) |
| 2017年03月31日 | こいのす☆イチャコライズ ボーカルアルバム      | Growing up                   | 仲村芽衣子                   | maru(project lights)              | oku(project lights)           |
| 2018年07月27日 | PRESTAR THE BEST vol.1                        | 真紅のディメント             | 雪                           | maru(project lights)              | oku(project lights)           |
| 2021年05月28日 | project lights Best Collection Vol.05         | Oath Melody                  | 宇月真織                     | 丸山公詳                          | トヲチR.Y.U                   |
| 2022年01月20日 | Mirror 2 Project X - Melody of Admiration OST | 猛炎の華                     | 仲村芽衣子                   | 奥田友幸                          | 奥田友幸                      |
| 2022年01月20日 | Mirror 2 Project X - Melody of Admiration OST | 猛炎の華(中文題：烈焰之花)   | 仲村芽衣子 訳詞：沐菲(Sunny) | 奥田友幸                          | 奥田友幸                      |
| 2022年01月20日 | Mirror 2 Project X - Melody of Admiration OST | 猛炎の華(English Title:未定) | 仲村芽衣子 訳詞：Rekcahdam   | 奥田友幸                          | 奥田友幸                      |
| 2022年07月23日 | covers re→creation!                           | thawing                      | Lira                         | maru                              | maru                          |
| 2025年01月31日 | project lights Best Collection Vol.06         | Greedy Rose ～鏡花水月～     | 仲村芽衣子                   | 丸山公詳                          | 丸山公詳/奥田友幸             |

#### タイアップ一覧
| 曲名                     | メーカー           | タイアップ                                                                                    |
| ------------------------ | ------------------ | --------------------------------------------------------------------------------------------- |
| Growing up               | eRONDO             | 2017年3月31日発売 PCゲーム「こいのす☆イチャコライズ」深町サチED                               |
| 真紅のディメント         | LiLiM              | 2017年12月22日発売 PCゲーム「戯ィ牙～ファンリューゲ†クリフォト～」OP                          |
| Oath Melody              | AsicxArt           | 2020年10月3日発売 PCゲーム「Vampires' Melody」OP                                              |
| 猛炎の華                 | NIJICO             | 2022年1月22日発売 PCゲーム「Mirror 2: Project X」サムライキャラクターイメージソング           |
| Greedy Rose ～鏡花水月～ | 西山居世游開発     | 2019年9月20日発売 スマートフォン用ゲーム「ガール・カフェ・ガン」唯イメージソング              |
| 海辺の思い出             | キッズステーション | 2022年12月3日放送回～ アニメ「アストロロロジー ～おかしな12星座うらない～」エンディングテーマ |
| 仮初のAgape              | dramatic create    | 2023年10月26日発売 Nintendo Switchゲーム「華アワセ 朔 -姫空木編-」オープニングテーマ          |

#### その他
| 発売日         | 作品名                     | 内容                                 | 概要                                                                                                  |
| -------------- | -------------------------- | ------------------------------------ | --- |
| 2021年09月24日 | ヒミツ -Kokomi's Episode1- | ボイスドラマ 「私のヒミツ」前編/後編 | CAST ここみ:可可味/ももちゃん:咲桜百花 STAFF 原作:丸山公詳/片岡とも 脚本:片岡とも 音楽:project lights |

### ユニット・バンド活動

#### のーぷらん。
のーぷらん。を参照。

#### Super Tyrannozaurus
| 発売日         | 作品名 | 曲               | 作詞  | 作曲        | 編曲  |
| -------------- | ------ | ---------------- | ----- | ----------- | ----- |
| 2018年03月13日 | 1食目  | Growing Everyday | MITSU | MITSU       | -     |
| 2018年03月13日 | 1食目  | ありのままの君で | GENKI | GENKI       | -     |
| 2018年03月13日 | 1食目  | アンバランス     | MITSU | MITSU GENKI | -     |
| 2018年03月13日 | 1食目  | I want t♡ love   | GENKI | GENKI       | MITSU |
| 2018年03月13日 | 1食目  | メモリー         | MITSU | MITSU       | -     |
| 2018年11月10日 | 間食   | スローライン     | MITSU | MITSU       | -     |
| 2018年11月10日 | 間食   | きゅーてぃー     | GENKI | GENKI       | -     |
| 2018年11月10日 | 間食   | long             | MITSU | MITSU       | -     |

### 企画CD
- 「もも」名義

| 発売日         | 作品名                   | 曲             | 作詞       | 作曲     | 編曲     | 歌 |
| -------------- | ------------------------ | -------------- | ---------- | -------- | -------- | --- |
| 2015年08月29日 | ENTRY 3rd anniversary CD | Sing!          | Hasumi     | 松井俊介 | 松井俊介 | かりん、きい、くるみ、すみれ、 そーしゃ、なお、なみ、のぞみ、 はすみ、はな、晴樹、ひかる、 ひより、ぽめ、まなみ、めい、 もこ、もも、もんた、やむ、 ゆりや、よる、りん、るい、 るびー、れい、れみな |
| 2015年08月29日 | ENTRY 3rd anniversary CD | 恋する絶対領域 | やむちゃん | 松井俊介 | 松井俊介 | かりん、きい、くるみ、すみれ、 そーしゃ、なお、なみ、のぞみ、 はすみ、はな、晴樹、ひかる、 ひより、ぽめ、まなみ、めい、 もこ、もも、もんた、やむ、 ゆりや、よる、りん、るい、 るびー、れい、れみな |

## 書籍
- 「日本上陸! 話題のライブ配信アプリ Live.me(ライブミー)」（2017年12月12日、キングソフト株式会社）
- 「NEW DARTS LIFE Vol.92」『Darts Angel』コーナーインタビュー（2018年07月25日、NEW DARTS LIFE）
- 「NEW DARTS LIFE Vol.96」ももか 大特集（2019年03月27日、NEW DARTS LIFE）
- 「NEW DARTS LIFE Vol.104」今の時代 ダーツ界 何ができるのか（2020年09月25日、NEW DARTS LIFE）

## その他
- ariTV「仙台美系女子」第6回
- JDAの倶楽部『Jガール「発掘！駆出しアイドル応援し隊!」』
- PHOENIXDARTSオンライン対戦イベント「わんにゃんミッション」スペシャルアイテム「にゃんにゃんアイテムSET」（2017年5月10日～2017年6月12日 実施）
- 萩庭桂太 YOUR EYES ONLY インタビュー掲載
  - 2019年7月8日 「1 ピンクヘアのダーツプレイヤー」
  - 2019年7月9日 「2 声優、からの、麻雀」
  - 2019年7月10日 「3 麻雀、からの、ダーツ」
  - 2019年7月11日 「4 フォーム改造をへて、５年目」
  - 2019年7月12日 「5 キラキラ生きてる」
- PHOENIXDARTS「TALENT ITEM vol.1」牧野百花 TALENT ITEM（2020年8月27日発売）
- PHOENIXDARTS「TALENT ITEM vol.4」牧野百花 TALENT ITEM（2022年4月21日発売）[20]
  - 追加アイテム（2022年7月29日発売）
- PHOENIXDARTS「エクストラROUND」牧野百花 ITEM（2023年3月31日発売）[21]
- PHOENIXDARTS「TALENT ITEM vol.6」牧野百花 TALENT ITEM（2024年6月3日発売）[22]
- PHOENIXDARTS「「推しプレイヤー総選挙」似顔絵SCREENアイテム」牧野百花（2024年9月19日発売）[23]